# Кыргызстан (Таласская область)
Кыргызстан (до 2007 года — Кызыл-Кыргызстан) — село в Бакай-Атинском районе Таласской области Кыргызстана. Административный центр Ороского аильного округа. Код СОАТЕ — 41707 220 843 01 0.

## Население
По данным переписи 2009 года, в селе проживало 2265 человек.